# Kevin Oluwole Olusola
Kevin Oluwole Olusola (Owensboro, 5 ottobre 1988) è un musicista statunitense, beatboxer, violoncellista, rapper, produttore discografico, cantante e cantautore.
Olusola è meglio conosciuto come il beatboxer della band Pentatonix. Dopo aver vinto The Sing-Off della NBC nel 2011, pubblicarono cinque album, vendettero oltre 2 milioni di dischi e accumularono più di due miliardi di visualizzazioni sul proprio canale YouTube.